# Gaio Scribonio Curione
Gaio Scribonio Curione (90 a.C. – 49 a.C.) è stato un politico romano, figlio dell'omonimo console del 76 a.C..

## Biografia
Amico e sostenitore di Gneo Pompeo Magno, Gaio Giulio Cesare, Marco Antonio e Cicerone, era famoso per la sua arte oratoria. Con Cicerone ebbe una ricca corrispondenza, che in parte ci è pervenuta.
Fece costruire il primo anfiteatro di Roma e vi celebrò giochi in onore del padre, tribuno della plebe. Nel 52 a.C. sposò Fulvia, nipote di Gaio Gracco e già moglie di Publio Clodio Pulcro; ne adottò la figlia Clodia Pulchra, ma non ebbe figli naturali. Dopo la morte di Curione, Fulvia andrà in sposa a Marco Antonio.
Secondo Lucano, dopo essere stato a sua volta tribuno della plebe, dal momento che la fazione politica di Pompeo era corrotta, divenne sostenitore di Cesare, che per ringraziarlo si fece carico dei suoi debiti in denaro. Secondo Tacito, Cesare era molto attratto dalla sua oratoria. Ai tempi della Guerra civile romana egli fu uno degli ultimi politici a prendere parte verso Cesare. Per essere stato troppo favorevole al partito cesariano, venne esiliato da Roma. Nel 49 a.C. raggiunse Cesare a Ravenna e portò successivamente lettere di lui al Senato. Tornato da Cesare con l'ordine del Senato di congedare le milizie sotto pena di essere dichiarato nemico della patria, gli consigliò, date le sue esitazioni, di cogliere l'occasione favorevole e a marciare contro Roma, passando il Rubicone.
Dante Alighieri lo pose tra i seminatori di discordia nel Canto ventottesimo dell'Inferno perché conosceva l'episodio attraverso Lucano.
Con il titolo di propretore fu inviato nel 49 a.C. da Cesare in Africa, per combattere Giuba I di Numidia, sostenitore di Pompeo. Sebbene avesse vinto la battaglia di Utica, in quella del fiume Bagradas fu definitivamente sconfitto e, una volta catturato, preferì morire combattendo piuttosto che arrendersi.